# Funai Electric
Funai Electric Co., Ltd. (船井電機株式会社 Funai Denki Kabushiki gaisha?) fue creada en 1961 en la ciudad de Osaka, Japón. En Japón, Funai Electric se dedica a la fabricación y comercialización de periféricos para computadoras, terminales de acceso a Internet y a los servicios multimedia como la televisión, vídeos, música y radio. Funai Electric tiene como objetivo crear productos innovadores en el área de la multimedia para computadoras. 

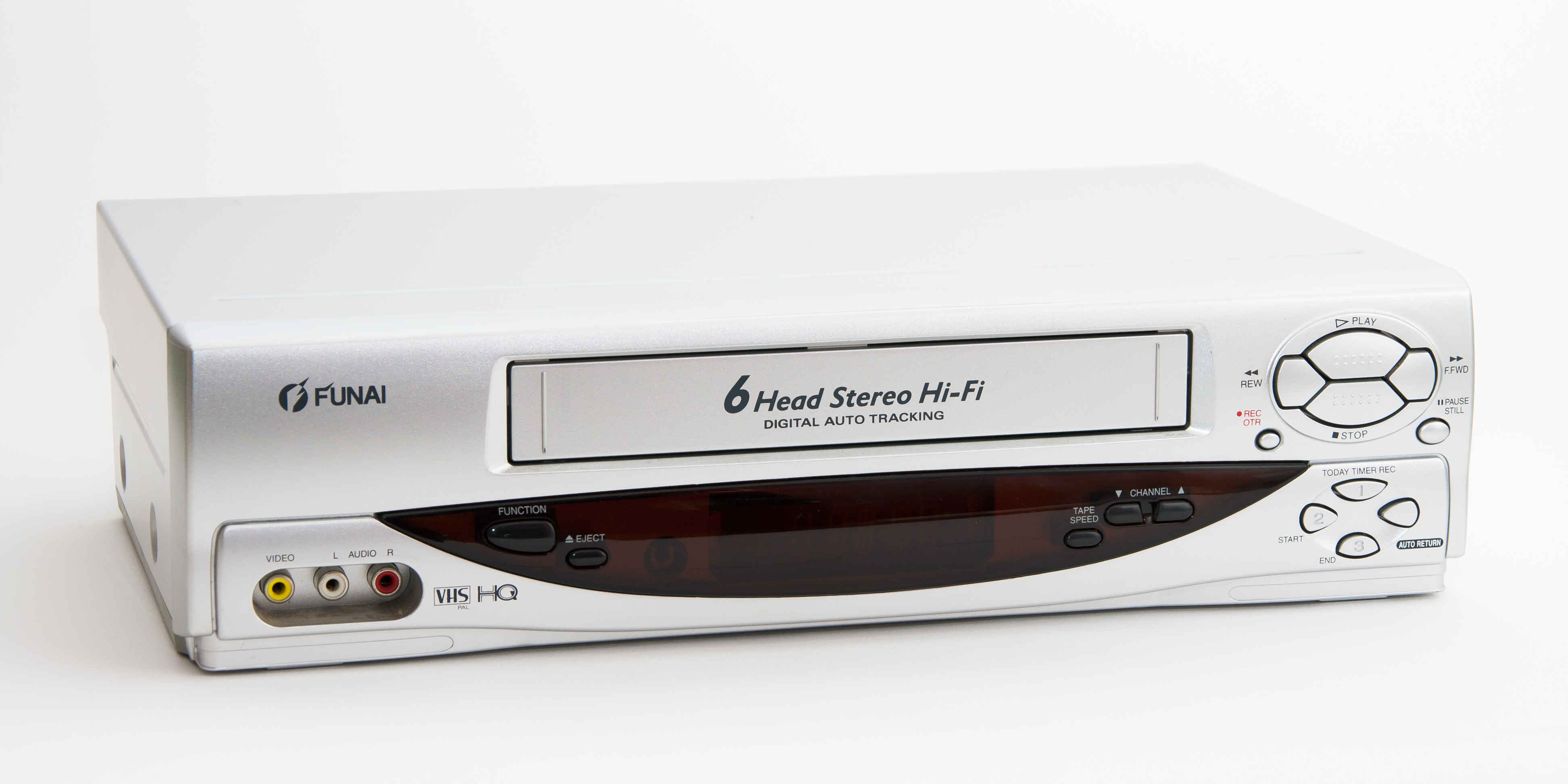
Funai Videograbadora VHS

Fue la última empresa del mundo en fabricar aparatos y cintas VHS, cuya producción cesaría a finales de julio de 2016.

## Funai en diversos países
Funai Electric se ha ganado el respeto de las autoridades ya que tiene bases en Japón, Alemania, China, México y Malasia. Además ha participado en el Intercambio de Ideas de Seguridad en Osaka en marzo del 2000.

## Funai Corporation, Inc.
Funai Corporation, Inc se estableció en los Estados Unidos como una filial de Funai Electric Co., Ltd. En 1977, Funai Corporation, Inc se reorganizó y se dedica a la importación y exportación de los productos Funai.